# Katarzyna Sobańska
Katarzyna Sobańska, również jako Katarzyna Sobańska-Strzałkowska – polska scenograf filmowa, dekoratorka wnętrz, graficzka i malarka. Laureatka trzech Nagród na Festiwalu Polskich Filmów Fabularnych oraz Polskiej Nagrody Filmowej za scenografię.

## Wybrana filmografia[1]
scenografia
- Torowisko (1999)
- Angelus (2001)
- Boisko bezdomnych (2008)
- Młyn i krzyż (2011)
- W ciemności (2011)
- Jesteś Bogiem (2012)
- Być jak Kazimierz Deyna (2012)
- Ida (2013)
- Zimna wojna (2018)
- Sala samobójców. Hejter (2020)
- Filip (2022)

## Wybrane nagrody i wyróżnienia[1]
- 1999: Nagroda Stowarzyszenia Filmowców Polskich na Koszalińskim Festiwalu Debiutów Filmowych „Młodzi i Film” za kształt wizualny filmu Torowisko
- 2002: nominacja do Polskiej Nagrody Filmowej za scenografię do filmu Angelus
- 2008: Nagroda za scenografię do spektaklu telewizyjnego Stygmatyczka na Festiwalu Teatru Polskiego Radia i Teatru Telewizji Polskiej „Dwa Teatry”
- 2011: Nagroda za scenografię do filmu Młyn i krzyż na Festiwalu Polskich Filmów Fabularnych
- 2012: Nagroda za scenografię do filmu W ciemności na Festiwalu Polskich Filmów Fabularnych
- 2012: nominacja do Polskiej Nagrody Filmowej za scenografię do filmu W ciemności
- 2012: Polska Nagroda Filmowa za scenografię do filmu Młyn i krzyż
- 2013: Nagroda za scenografię do filmu Ida na Festiwalu Polskich Filmów Fabularnych
- 2013: nominacja do Polskiej Nagrody Filmowej za scenografię do filmu Jesteś Bogiem
- 2014: nominacja do Polskiej Nagrody Filmowej za scenografię do filmu Ida
- 2014: Grand Prix za scenografię do spektaklu telewizyjnego Skutki uboczne na Festiwalu Teatru Polskiego Radia i Teatru Telewizji Polskiej „Dwa Teatry”
- 2019: nominacja do Polskiej Nagrody Filmowej za scenografię do filmu Zimna wojna
- 2021: nominacja do Polskiej Nagrody Filmowej za scenografię do filmu Sala samobójców. Hejter
- 2022: nominacja do Polskiej Nagrody Filmowej za scenografię do filmu Cudak